# Эластичность предложения
Эластичность предложения — степень изменения в количестве предлагаемых товаров и услуг в ответ на изменения в их цене. Процесс возрастания эластичности предложения в долгосрочном и краткосрочном периодах раскрывается через понятия мгновенного, краткосрочного и долгосрочного равновесия.
Коэффициент эластичности предложения — числовой показатель, отражающий степень изменения количества предлагаемых товаров и услуг в ответ на изменения в их цене.
Эластичность предложения зависит от:
- особенности производственного процесса (позволяет производителю расширить производство товара при повышении цены на него или переключиться на выпуск другого товара при снижении цен);
- временно́го фактора (производитель не в состоянии быстро реагировать на изменения цен на рынке);
- зависит и от (не)способности данного товара к длительному хранению.